# Východní Timor
Východní Timor, plným jménem Demokratická republika Východní Timor, je stát v jihovýchodní Asii. Zahrnuje východní polovinu ostrova Timor, pobřežní exklávu Oecusse na severozápadě ostrova a vnější ostrovy Atauro a Jaco. Východní Timor má na západě společnou pozemní hranici s Indonésií a přes Timorské moře sousedí na jihu s Austrálií. Velká část země je hornatá, rovinatá nížina se nachází pouze na jižním pobřeží. Na ostrově panuje tropické monzunové podnebí, horké a vlhké s výraznými obdobími dešťů a sucha. Na ploše 15 000 km2 žije 1,4 milionu obyvatel, což z něj činí jeden z nejmenších a nejméně lidnatých států Asie. Hlavním a největším městem je Dili na severním pobřeží Timoru. Země je vysoce etnicky a jazykově rozmanitá, úředními jazyky je tetum a portugalština, prakticky všichni obyvatelé se hlásí ke křesťanství, konkrétně ke katolictví.
Timor byl v průběhu času osídlen různými papuánskými a austronéskými národy, což vytvořilo pestrou směsici kultur a jazyků spojených s jihovýchodní Asií i Melanésií. V 16. století se Východní Timor dostal pod portugalský vliv a zůstal portugalskou kolonií až do roku 1975. Vnitřnímu konfliktu předcházelo jednostranné vyhlášení nezávislosti a indonéská invaze a anexe. Následná indonéská okupace se vyznačovala extrémním porušováním lidských práv, včetně mučení a masakrů, což byla série událostí později nazvaná genocida Východního Timoru. Odpor pokračoval po celou dobu indonéské nadvlády a v roce 1999 se Indonésie pod záštitou OSN po aktu sebeurčení vzdala kontroly nad tímto územím. Dne 20. května 2002 se jako Východní Timor stal prvním novým suverénním státem 21. století. V témže roce byly navázány a normalizovány vztahy s Indonésií, která rovněž podpořila vstup Východního Timoru do Sdružení národů jihovýchodní Asie.
Východní Timor je unitární poloprezidentskou republikou, hlavou státu je prezident, zákonodárná moc náleží jednokomorovému parlamentu, a i vládě. Ekonomicky patří mezi země s nižším středním příjmem,  v indexu lidského rozvoje se nachází na 142. místě. Navzdory pokroku a nárůstu vzdělání země zůstává relativně chudá, pod hranicí chudoby žije více než 40 % obyvatel, kolem 30 % obyvatel je negramotných. Ekonomika je do značné míry závislá na vývozu přírodních zdrojů, zejména ropy, kávy, a na zahraniční pomoci. Země udržuje politiku mezinárodní spolupráce a je členem Organizace spojených národů, Hnutí nezúčastněných zemí, Společenství portugalsky mluvících zemí, pozorovatelem Fóra tichomořských ostrovů a v říjnu 2025 vstoupí do Sdružení národů jihovýchodní Asie. 

## Název
„Timor“ je odvozen od slova timur, což v malajštině znamená ‚východ‘, takže vznikl tautologický název státu, který znamená „východní východ“. V indonéštině je výsledkem název Timor Timur (název bývalé indonéské provincie de facto; místo něj se pro označení země používá Timor Leste). V portugalštině se země nazývá Timor-Leste (Leste znamená portugalsky „východ“). V jazyce tetum je Timór Lorosa'e (Lorosa'e lze doslova přeložit jako „tam, kde vychází slunce“)[11][12]. 
Oficiální názvy podle ústavy jsou v portugalštině „República Democrática de Timor-Leste“[15] a v jazyce tetum „Repúblika Demokrátika Timór-Leste“[16]; v češtině je plný název Demokratická republika Východní Timor. Oficiální zkrácená podoba názvu je „Timor-Leste“[14] a používá kódy ISO TLS a TL.

## Historie
Ostrov Timor byl původně obydlen v rámci pravěkých migrací v australasijském regionu, pravděpodobně z Austrálie a Nové Guiney před 40 000 roky. Kolem roku 3000 př. n. l. na Timor migrovaly austronéské kmeny a rozvinuly zde zemědělství, které prakticky až do nedávné minulosti zajistilo tamějším obyvatelům soběstačnost.
V průběhu dalších let Timor integroval migraci Malajců z Indočíny a jižní Číny. Později se ostrov stal zastávkou čínských a indických obchodníků s otroky, santalovým dřevem, medem a voskem. Nejstarší písemný záznam o Timoru je z 14. století, který o něm hovoří jako o součásti jávské říše Majapahit. Na začátku 16. století jej objevili i Evropané; tehdy na něm zaznamenali mnoho oblastních panství, z nichž největší bylo Wehali s hlavním městem Laran.
Od 16. století byl portugalskou kolonií. Ke konci éry španělských Habsburků na portugalském trůnu (1580-1640) Timor padl do rukou Nizozemců, kteří v 19. století (1859) získali jistý vliv právě nad východní částí tohoto ostrova. Později se však ostrov dostal zpět pod portugalskou nadvládu. Hranice mezi západní (indonéskou) a východní (portugalskou) oblastí ostrova byla přesně určena až za první světové války, v roce 1916.
Během celého období kolonizace zůstával Východní Timor relativně nerozvinutý, jeho obyvatelé vázáni k zemědělství a skromnému způsobu života, založeném na tradicích. Žili v jednoduchých obydlích v menších, oddělených vesnických komunitách.

### 20. století
Během druhé světové války jej od února 1942 do února 1943 okupovala japonská vojska. Odehrála se zde Bitva o Timor, které se ze strany spojenců zúčastnily především australské a britské jednotky.
V roce 1974 začal na Východním Timoru proces dekolonizace. Na jeho konci, 28. listopadu 1975 vyhlásil Východní Timor nezávislost, ale 7. prosince (2 dny po návštěvě amerického prezidenta Geralda Forda) byla Indonésií provedena mohutná invaze na východní část ostrova (s hlavním záběrem na hlavní město Dili). Indonésii sice patří západní polovina ostrova, předtím ale sama uvedla, že na území Východního Timoru nemá žádný historický nárok. „Rozbuškou“ konfliktu zřejmě byla tamější politická strana FRETILIN, jež se těšila slovní podpoře tehdejší komunistické garnitury Čínské lidové republiky. Z toho pramenily obavy Indonésie (které se rozšířily na Spojené státy, Austrálii a další země), že by oblast mohla spadnout do komunistické sféry vlivu. Proto byla Indonésie na mezinárodním poli Spojenými státy omlouvána a veta Washingtonu otupovala rezoluce OSN z té doby.

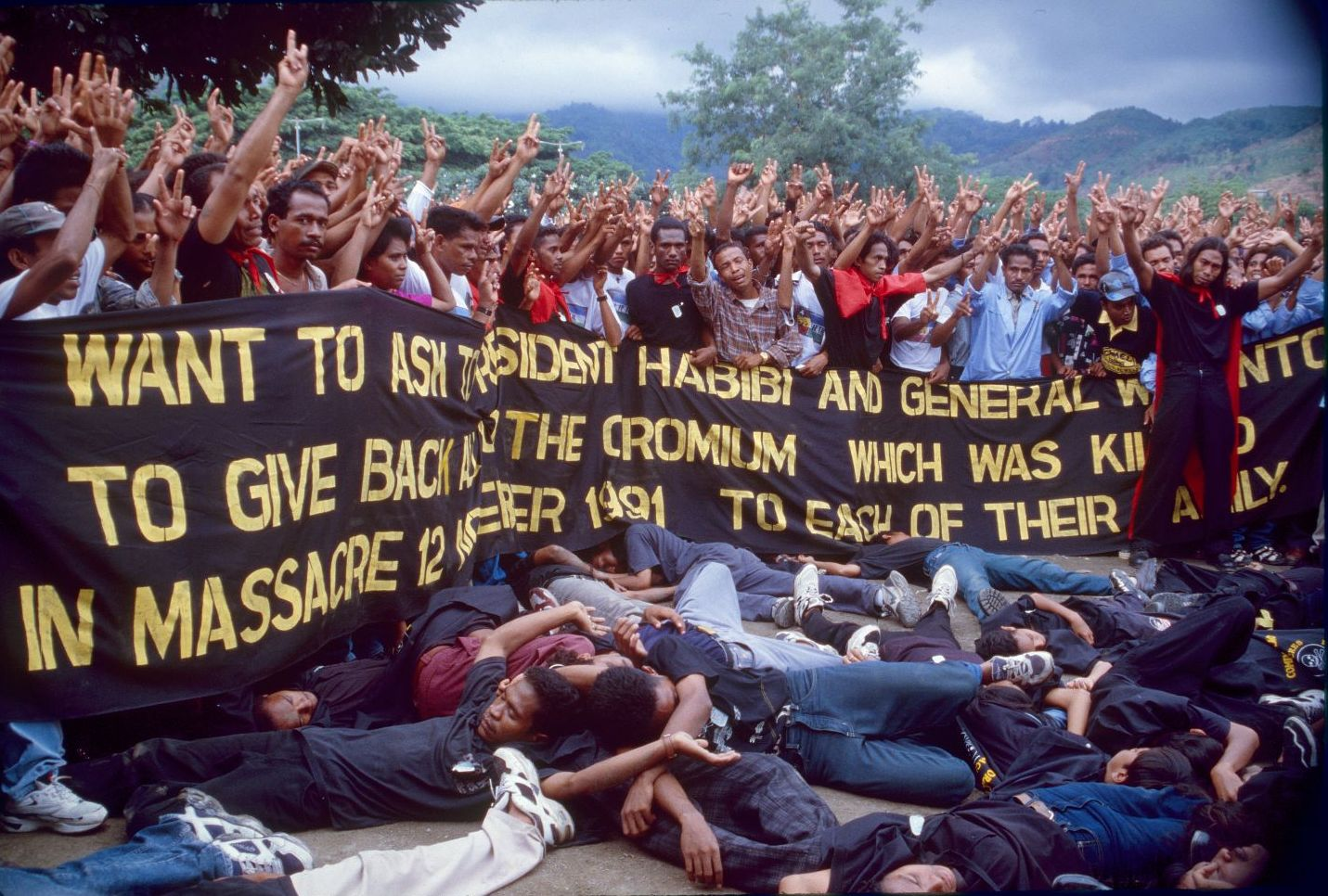
Připomínka obětí masakru v roce 1991 při kterém indonéští vojáci postříleli 250 neozbrojených demonstrantů

Následovala dlouhá partyzánská válka, při níž indonéské síly postupovaly i proti civilistům s velkou krutostí – z populace 700 000 obyvatel zahynulo nejméně 100 000. Smrt civilní obyvatelstvo nenašlo pouze při konfliktu, ale též při následném poválečném chaosu, který trval mnoho let – podle detailní statistiky Komise za pravdu, uznání a umírnění situace na Východním Timoru je minimálně 102 800 případů přímo spojených s indonéskou invazí, z toho 84 200 následkem hladu a vypuknutí nemocí.
Političtí zástupci Východního Timoru, např. José Ramos-Horta, u Organizace spojených národů požadovali, aby se tímto konfliktem více zabývala a přispěla k urovnání této kritické situace, ale do roku 1978 nedosáhl ani žádné významné rezoluce, a postupem času ani povědomí v médiích o probíhající katastrofě Timořanů (první mezinárodní mise na postižené území dorazily až v roce 1999). V době invaze naopak Indonésie nadále přijímala dodávky zbraní, mířící k ní ze Západu, zejména ze Spojených států.
Teprve zesílení mezinárodního tlaku (který se v 80 letech omezoval na formální protesty s předchozím tichým schválením invaze) a politické změny v Indonésii způsobily, že se indonéská vojska stáhla a 20. května 2002 se Východní Timor stal nezávislou republikou. Jeho prvním prezidentem se stal Xanana Gusmao, respektovaný bojovník za nezávislost.

### Nezávislost a mezinárodní mise

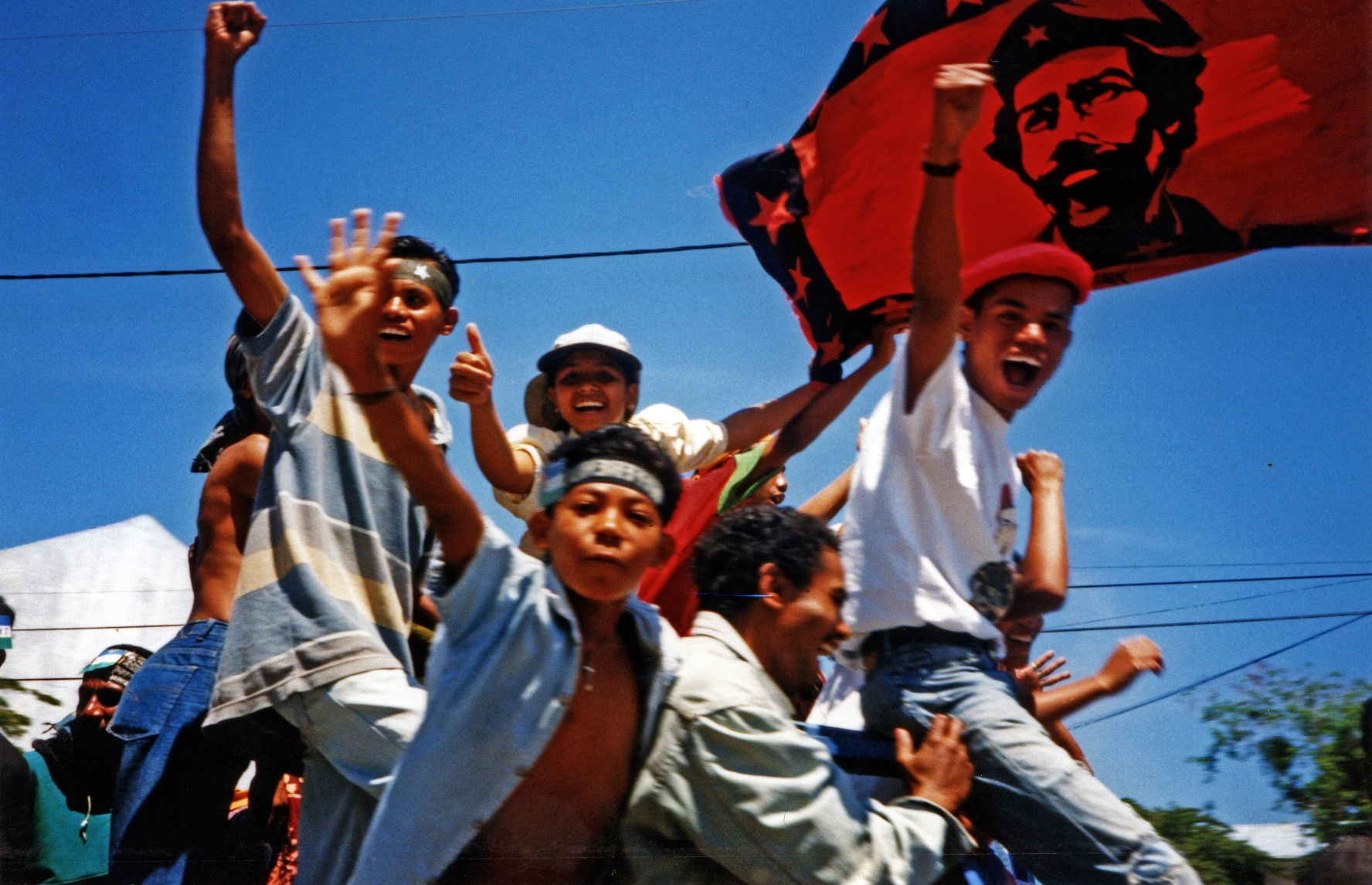
Referendum o nezávislosti v roce 1999

V květnu 1999 podepsaly Indonésie a Portugalsko dohodu zprostředkovanou Organizací spojených národů, která obyvatelům východního Timoru umožnila hlasovat o případné nezávislosti. V referendu organizovaném OSN 30. srpna 1999 hlasovalo pro nezávislost východního Timoru na Indonésii 78,5 % účastníků referenda. Během nepokojů a násilností (zejména ze strany ozbrojenců, kteří odmítali nezávislost Východního Timoru) bylo zabito 1000–2000 civilistů. Indonéské jednotky se pod silným mezinárodním tlakem stáhly, předtím ale samy nebo s podporou timorských milicí zničily infrastrukturu ostrova.
Díky mezinárodním misím a misím OSN se situace postupně stabilizovala. Po stažení mírových jednotek OSN v roce 2005 však na jaře 2006 propukla další vlna nepokojů, které dosáhly takové míry, že bylo nutno evakuovat cizí státní příslušníky. Přítomnost OSN byla proto následně opět posílena, ovšem akce ozbrojenců, kteří jsou proti nezávislosti, stále pokračují: v roce 2008 povstalci těžce postřelili prezidenta José Ramos-Hortu, držitele Nobelovy ceny za mír. I když byl v kritickém stavu, nakonec útok přežil a po několika měsících se vrátil do svého úřadu.
Ve Východním Timoru se vystřídalo pět různých mezinárodních misí:
- UNAMET (červen 1999 až říjen 1999: organizování referenda)
- INTERFET (září 1999 až únor 2000: obnova míru a bezpečnosti)
- UNTAET (říjen 1999 až květen 2002: správa území a příprava na samostatnost)
- UNMISET (květen 2002 až květen 2005: poskytování pomoci během nezávislé správy Východního Timoru)
- UNOTIL (od května 2005: zvláštní politická mise).

### Po roce 2010

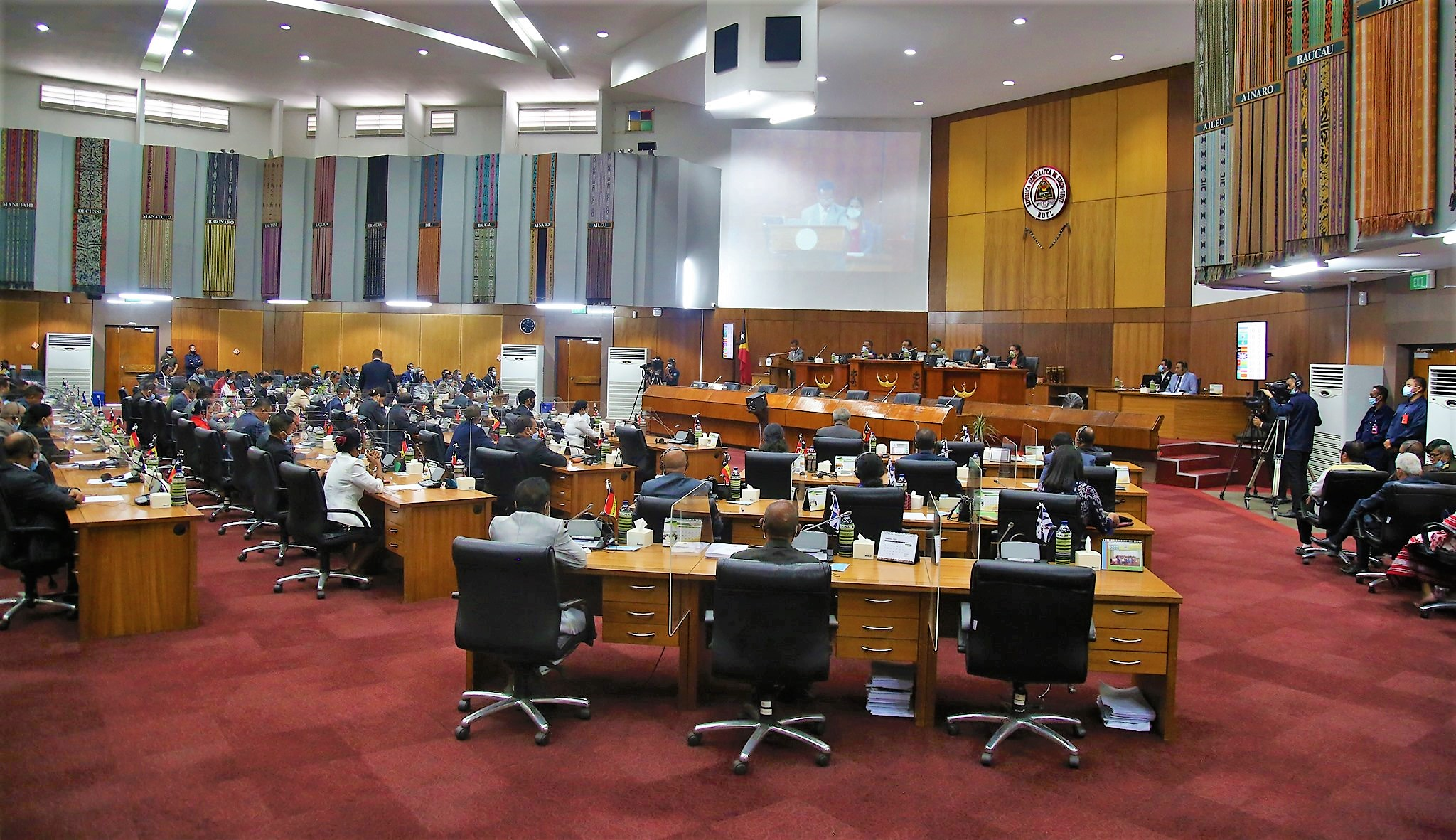
Parlament

Politická situace v zemi se postupně mírně zlepšuje: hlavním směrem premiéra Xanana Gusmaua je Strategický plán rozvoje pro období let 2011-2030, který předpokládá využití finančních prostředků z prodeje ropy (Petroleum Fund) na rozvoj infrastruktury a veřejných služeb v zemi. Vztahy s Indonésií se v poslední době zlepšily; problém však je například s vymezením přesné hranice obou zemí, kdy v roce 2010 bylo z 5 000 lokalit dohodnuto jen 900.

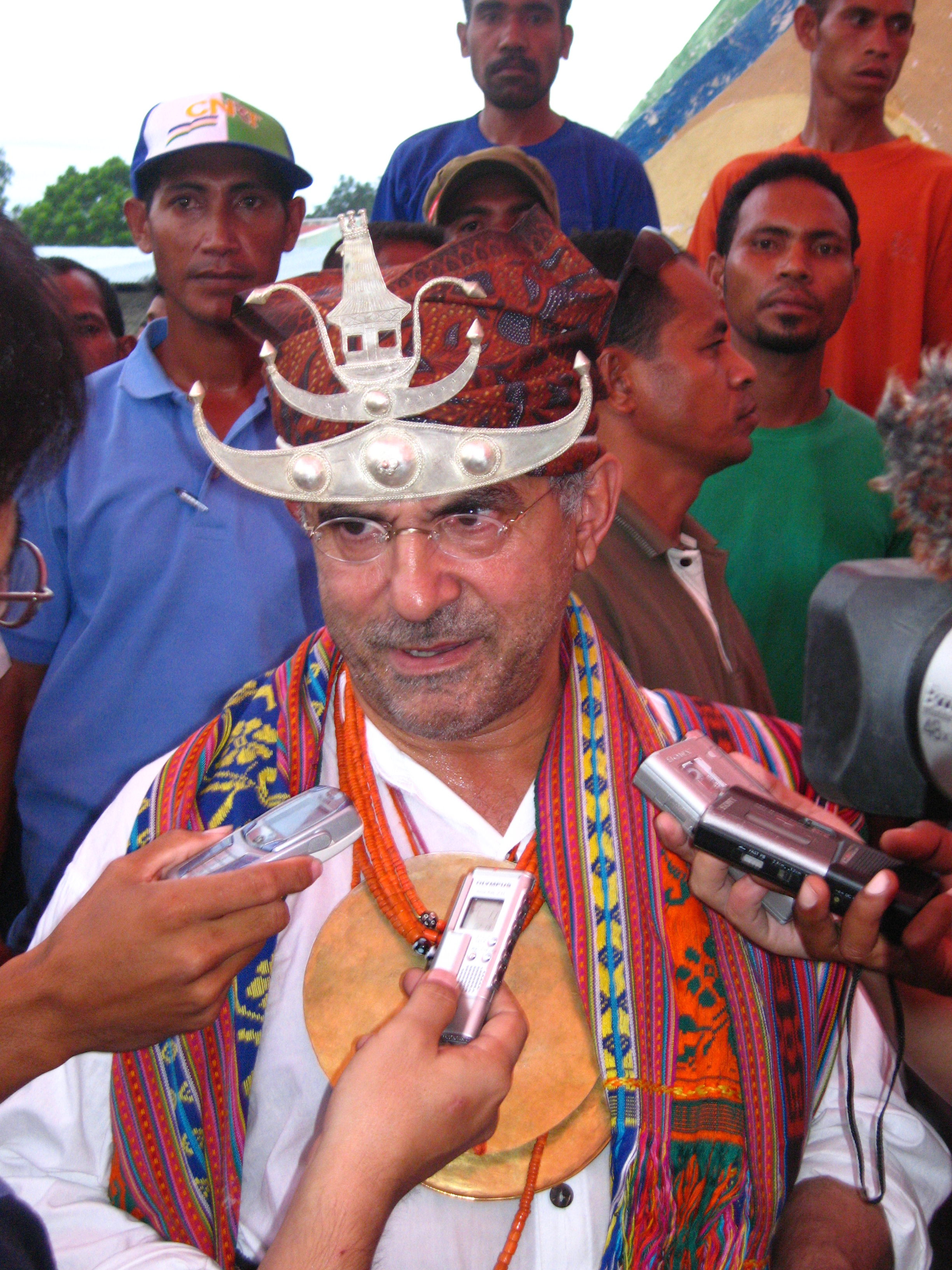
Někdejší vůdce bojovníků za nezávislost a pozdější politik José Ramos-Horta během prezidentské kampaně 2007

Východní Timor měl v plánu stát se do 10 let od svého vzniku členem Sdružení národů jihovýchodní Asie (ASEAN). Členské státy ASEAN však dlouho nepovažovali Východní Timor za plně suverénní zemi s plným vlivem vlády a fungující ekonomikou. Proto zatím pouze zkoumaly, jak se vláda dokáže vypořádat se samosprávou své země.
Bezpečnostní situace v hlavním městě Dili nebyla standardní: docházelo zde ke každodenním násilnostem, byly vypalovány domy. Většina tohoto násilí byla páchána pouličními gangy nebo členy náboženských sekt. Politické strany tyto akce sice přímo nepodporují, ale vzniklé situace využívají.
Předpokládalo se, že v roce 2012 všechny mezinárodní síly odejdou z Východního Timoru a východotimorská vláda bude schopna zajistit vnější i vnitřní bezpečnost země. V roce 2016 je v zemi i hlavním městě klid a pořádek. V srpnu 2016 zde zasedal ASEAN.

### Mezinárodní vztahy
Tradičními spojenci Východního Timoru je z místních zemí Malajsie a Singapur. Dobré vztahy má i se státy, které jí poskytují mezinárodní pomoc: především s Austrálií a dále i s USA, Evropskou unií, Japonskem a Portugalskem.
Česká republika nemá ve Východním Timoru zastupitelský úřad ani jiné oficiální zastoupení. České zájmy zde zastupuje velvyslanectví České republiky v Indonésii v Jakartě. Od února 2008 zde však má zastoupení Evropská unie, která si zde postavila pro své politické a obchodní aktivity Dům Evropy.

## Státní symboly

### Vlajka
Východotimorská vlajka je tvořena červeným listem o poměru stran 1:2, s černým žerďovým klínem s vrcholem v první třetině délky listu, překrývajícím žlutý žerďový klín s vrcholem ve středu listu. V černém klínu je bílá, pěticípá hvězda, směřující jedním cípem k hornímu rohu listu.

### Znak
Východotimorský státní znak je emblém, jehož základem je bílé kruhové pole v bílém, rudě lemovaném mezikruží s rudě napsaným úředním názvem státu v portugalštině nahoře REPÚBLICA DEMOCRÁTICA DE TIMOR-LESTE (česky Demokratická republika Východní Timor) a dole jeho zkratkou (RDTL). V bílém centrálním poli je vlastní znak – štít, který svým tvarem připomíná převrácený empírový heraldický štít. Štít je červený, v jeho středu je další, černý, žlutě lemovaný štít stejného tvaru. V horní části černého pole je bílá pěticípá hvězda. Z ní vyzařuje směrem dolů pět rozšiřujících se paprsků, končících na horním okraji rozevřené knihy s rudě červenými deskami a stránkami a se zlatožlutou ořízkou v zápatí stránky, která má na heraldicky levé straně čtyři vodorovné čáry a na pravé pět čar znázorňujících řádky textu. Kniha je položena přes zlatožluté ozubené kolo spočívající na základně stejné barvy. Po stranách knihy a ozubeného kola jsou svěšené zlatožlutý klas rýže a kukuřice. V dolní části černého pole je položena vodorovně útočná puška AK-47/Galaxi v černé barvě s bílou kresbou, podložená kosmo šípem bez opeření, pod nimi je, taktéž vodorovně, zlatožlutý luk obrácený tětivou nahoru. Pod štítem je bílá, dvakrát přeložená stuha se světle červenými okraji, kopírujícími dolní okraj štítu s portugalským mottem UNIDADE ACÇÃO PROGRESSO (česky Jednota, akce, pokrok).

### Hymna
Východotimorská hymna je píseň Pátria (česky Vlast). Poprvé byla hrána v roce 1975, když Východní Timor deklaroval svoji nezávislost na Portugalsku. Po indonéské invazi, krátce po získání nezávislosti, byla zakázána a opět přijata až od roku 2002, kdy Východní Timor vyhlásil nezávislost, tentokrát na Indonésii.
Hudbu složil Afonso de Araujo, slova napsal básník Francisco Borja da Costa, který byl zabit v den indonéské invaze. Hymna je zpívána v portugalštině (úřední jazyk Východního Timoru). Existuje též verze v jazyce Tetum, který je dalším úředním a také národním jazykem většiny obyvatel.

## Geografie

Reliéfní mapa Východního Timoru kde je vidět hornaté vnitrozemí

Ostrov Timor se nachází v ostrovní části Jihovýchodní Asie, přes 400 km severně od severního pobřeží Austrálie. Nachází mezi 8° a 10° jižní šířky a 124° a 128° východní délky. Je součástí jihovýchodní Asie a jedním z ostrovů v Malých Sundách. Na severu ostrova jsou Ombaiův průliv, Wetarské úžiny a větší Bandské moře. Timorské moře odděluje ostrov na jihu od Austrálie.
Povrch státu ve východní části ostrova je převážně hornatý, střed země vyplňuje hornatina, přesahující 2000 m n. m., téměř polovina země má sklon alespoň 40 %. Jih je o něco méně hornatý a v blízkosti pobřeží se nacházejí i roviny. Nejvýše vystupuje masiv Ramelau, nejvyšší bod ostrova je hora Tatamailau s nadmořskou výškou 2963 m n. m. Podél ostrova se táhnou hřebeny neaktivních sopečných hor. Řeky jako je Lacio jsou krátké, ve vlhkém ročním období vodné. 
Na ostrově převažuje tropické monzunové podnebí, horké a vlhké s výraznými obdobími dešťů a sucha. Průměrné roční teploty vzduchu se pohybují v nížině mezi 26 °C a 27 °C. Vlhké období trvá od prosince do května v celé zemi, na jihu o něco déle.  Během tohoto období mohou srážky dosáhnout 220 až 250 milimetrů za měsíc. V období sucha klesají na 12-18 milimetrů. Průměrný roční úhrn srážek je 500 až 1500 mm, na návětrných svazích hor vyšší, ale nepřesahuje 2000 mm. Díky vypalování lesů zde dochází k odlesňování a erozi půdy.
V nejvýchodnější oblasti ostrova se rozkládá pohoří Paitchau a jezero Ira Lalaro. Tato oblast je součástí národního parku Nino Konis Santana, první místní chráněné oblasti. Tento národní park obsahuje poslední zbývající tropické suché zalesněné oblasti v rámci země. Hostí řadu jedinečných rostlinných a živočišných druhů a je řídce obydlená. Na jeho severním pobřeží leží řada ohrožených korálových útesů.
K Východnímu Timoru patří také exkláva Oecusse a řada ostrovů, z nichž největší jsou Atauro a Jaco.

## Politika
Politický systém Východního Timoru je unitární poloprezidentská zastupitelská demokratická republika, hlavou státu je prezident Východního Timoru a  hlavou vlády je premiér Východního Timoru. Země má vícestranický systém. Výkonnou moc vykonává prezident a vláda. Zákonodárnou moc má vláda i národní jednokomorový parlament. Soudní moc je nezávislá na moci výkonné i zákonodárné. Východotimorská ústava byla vytvořena podle vzoru portugalské ústavy, přičemž prezidentovi byly svěřeny menší pravomoci. Země je stále v procesu budování své správy a vládních institucí. Economist Intelligence Unit ohodnotil Východní Timor v roce 2022 jako „nedokonalou demokracii“.

### Administrativní dělení

Mapa distriktů

Východní Timor se dělí do 14 administrativních distriktů:
1. Lautém
2. Baucau
3. Viqueque
4. Manatuto
5. Dili
6. Aileu
7. Manufahi
8. Liquiçá
9. Ermera
10. Ainaro
11. Bobonaro
12. Cova Lima
13. Oecusse Ambeno
14. Atauro

Hlavní město Dili leží v distriktu Dili. Distrikty se dále dělí na 65 podokresů (subdistrikty), 443 sucos (vesnice) a 2336 aldeias (komunity).

## Obyvatelstvo
Východní Timor při sčítání lidu v roce 2015 registroval 1 183 643 obyvatel, při sčítání lidu v roce 2022 jejich počet vzrostl na 1 341 737.[5] Odhad k lednu 2025 je 1 418 517 osob. Obyvatelstvo žije převážně podél pobřeží, kde se nacházejí všechny městské oblasti. Obyvatelé městských oblastí mají zpravidla vyšší formální vzdělání, lepší vyhlídky na zaměstnání a zdravotní péči. Ačkoli v celé zemi existují výrazné rozdíly mezi pohlavími, v hlavním městě jsou méně výrazné. Bohatší menšina často odjíždí za zdravotnictvím, vzděláním a dalšími účely do zahraničí. Obyvatelstvo je mladé, střední věk je 20,6 let. Naděje dožití je 70,5 let (odhad z roku 2024), u mužů kolem 69 let, u žen 72. Problémem je však vysoká negramotnost, 32 %  obyvatel je negramotných, 36 % žen, 28 % mužů (údaje za rok 2018), pod hranicí chudoby žije více než 40 % obyvatel.

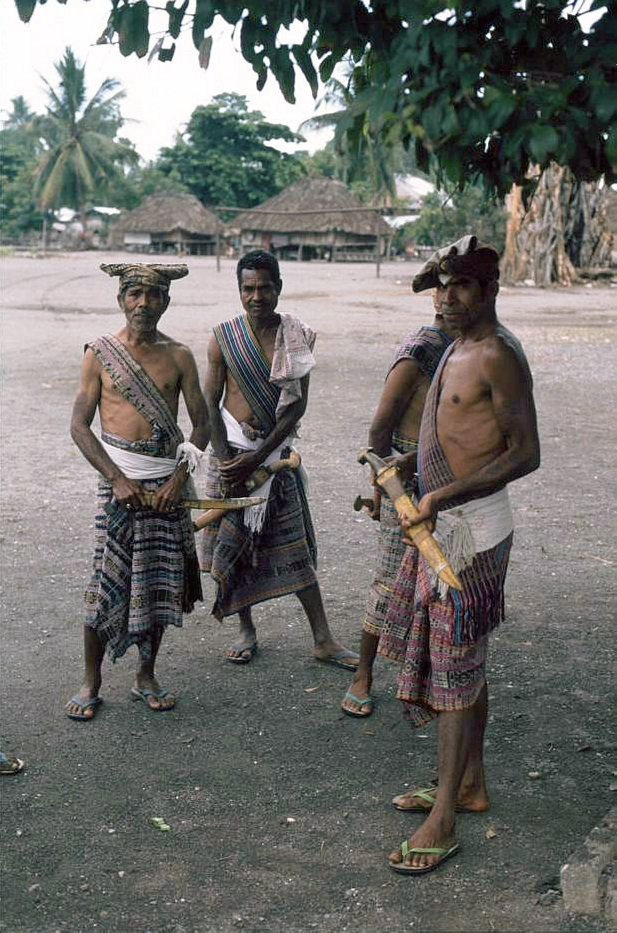
Válečníci v tradičním obleku

Náboženských skupin je zde více, ale drtivě s 97,6 % převažují římští katolíci. Protestantů je v populaci 2,0 %, muslimů 0,2 %.

### Jazyky
V zemi existují dva úřední jazyky – tetumština a portugalština. Nejvíce lidí hovoří právě jazykem tetum, dále pak ostatními domorodými jazyky, jako jsou mambai, makasai, tetum terik a mnoho dalších. Tyto ostatní jazyky dosahují téměř 40 %.
Celkem se ve Východním Timoru mluví 30 jazyky a dialekty. Jejich počet je dán vysoce hornatým terénem, který znesnadňoval mísení jednotlivých kultur.

## Ekonomika

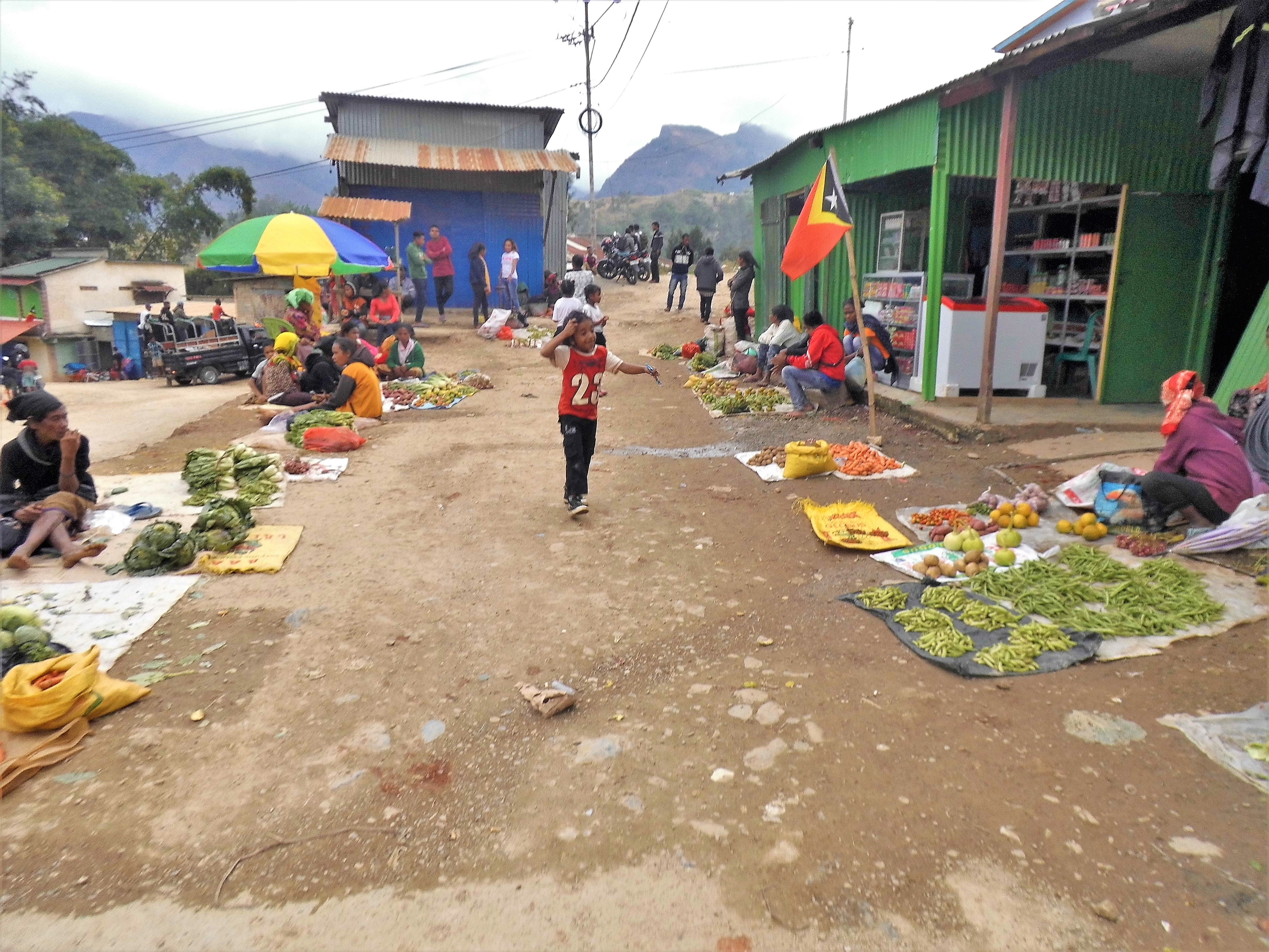
Trh v Maubisse

Ekonomicky patří Východní Timor mezi země s nižším středním příjmem, v indexu lidského rozvoje se nachází na 142. místě. Navzdory pokroku a nárůstu vzdělání zůstává země relativně chudá, pod hranicí chudoby žije více než 40 % obyvatel, kolem 30 %  obyvatel je negramotná. Ekonomika je do značné míry závislá na vývozu přírodních zdrojů, zejména ropy, kávy, a zahraniční pomoci. 
Ekonomika Východního Timoru je tržní, i když je závislá na vývozu několika komodit a má velký veřejný sektor. Země používá americký dolar a pro usnadnění menších transakcí vyrábí vlastní mince. Ekonomika je obecně otevřená zahraničním investicím, i když zákaz vlastnictví půdy cizinci znamená, že mnozí potřebují v zemi místního partnera.[ Konkurence je omezena spíše malou velikostí ekonomiky než jakýmikoliv vládními překážkami. Dováží se mnohem více než vyváží a ceny zboží jsou často vyšší než v okolních zemích. Inflace je silně ovlivněna vládními výdaji, např. v roce 2022 byla 7 %, v roce 2023 8,4 % a v roce 2024 2,1 %. Růst je pomalý, v letech 2011 až 2021 v průměru jen 2,5 % ročně.
Většina obyvatel země je velmi chudá, pod hranicí chudoby žije více než přes 40 % obyvatel. Tato chudoba převládá zejména ve venkovských oblastech, kde se mnozí živí zemědělstvím nebo rybolovem. Ženy jsou celkově chudší než muži, často jsou zaměstnány v hůře placených profesích. Častá je podvýživa, přičemž více než polovina dětí vykazuje zpomalený růst. Zatímco 91 % ženatých mužů v produktivním věku (15-49 let) bylo v roce 2016 zaměstnáno, u žen v produktivním věku to bylo pouze 43 %.
Šedesát šest procent rodin se částečně živí samozásobitelstvím; země jako celek však nevyrábí dostatek potravin, aby byla soběstačná, a je proto závislá na dovozu. Práce v zemědělství s sebou nese důsledky chudoby a vláda do tohoto odvětví investuje jen málo. Čtyřiadevadesát procent domácího úlovku ryb pochází z oceánu, zejména z pobřežního rybolovu. Lidé v hlavním městě Dili jsou na tom v průměru lépe, i když podle mezinárodních standardů zůstávají chudí. Malý rozsah soukromého sektoru znamená, že vláda je často zákazníkem veřejných podniků. Čtvrtina obyvatel země pracuje v šedé ekonomice, přičemž oficiální veřejný a soukromý sektor zaměstnávají po 9 %. Z osob v produktivním věku pracuje v oficiálním sektoru přibližně 23 %, 21 % je studentů a 27 % se živí zemědělstvím a rybolovem. Převody peněz od zahraničních pracovníků dosahují přibližně 100 milionů dolarů ročně.
Tato chudoba je v rozporu se značným bohatstvím, pokud jde o přírodní zdroje, které v době získání nezávislosti měly hodnotu na obyvatele odpovídající bohatství země s vyššími středními příjmy. Více než polovinu z toho tvořila ropa a více než čtvrtinu zemní plyn. V roce 2005 byl zřízen Východotimorský ropný fond, jehož cílem je přeměnit tyto neobnovitelné zdroje na udržitelnější formu bohatství. Od roku 2005 do roku 2021 do fondu přišlo 23 miliard dolarů získaných z prodeje ropy. Z investic bylo vygenerováno 8 miliard dolarů, zatímco 12 miliard dolarů bylo utraceno. Pokles zásob ropy a zemního plynu vedl od roku 2010 k poklesu indexu lidského rozvoje. S poklesem příjmů z ropy hrozí, že fond bude vyčerpán. 
Káva tvoří každoročně přibližně 90 % veškerého vývozu kromě fosilních paliv. Například v roce 2022 tento podíl činil 89 % a vývoz dosáhl 29 milionů USD. Dále se produkuje skořice (6. místo na světě), rýže, kukuřice, maniok, batáty, čaj, tabák, kokosová palma a kaučukovník. Významná je těžba dřeva, zvláště vzácného santalu. Chovají se buvoli, skot, kozy, ovce, prasata a koně. Významný je rybolov i řemeslná výroba jako je tkání látek a košíkářství. V roce 2019 navštívilo zemi 75 000 turistů.

## Kultura

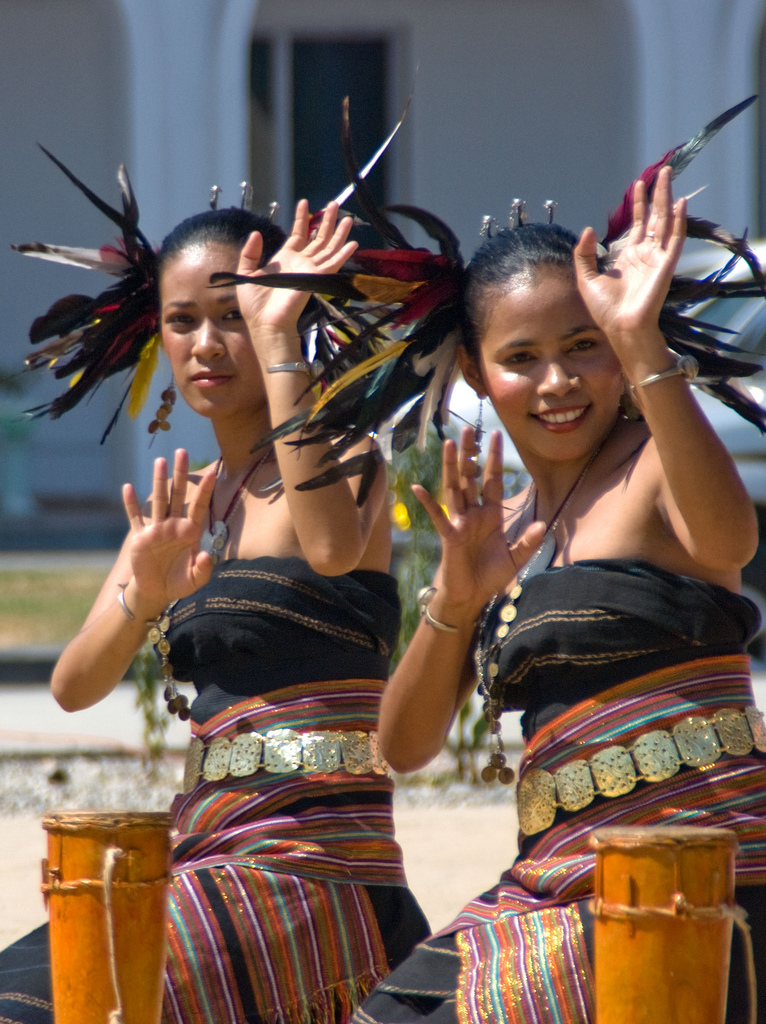
Tradiční timorské tanečnice

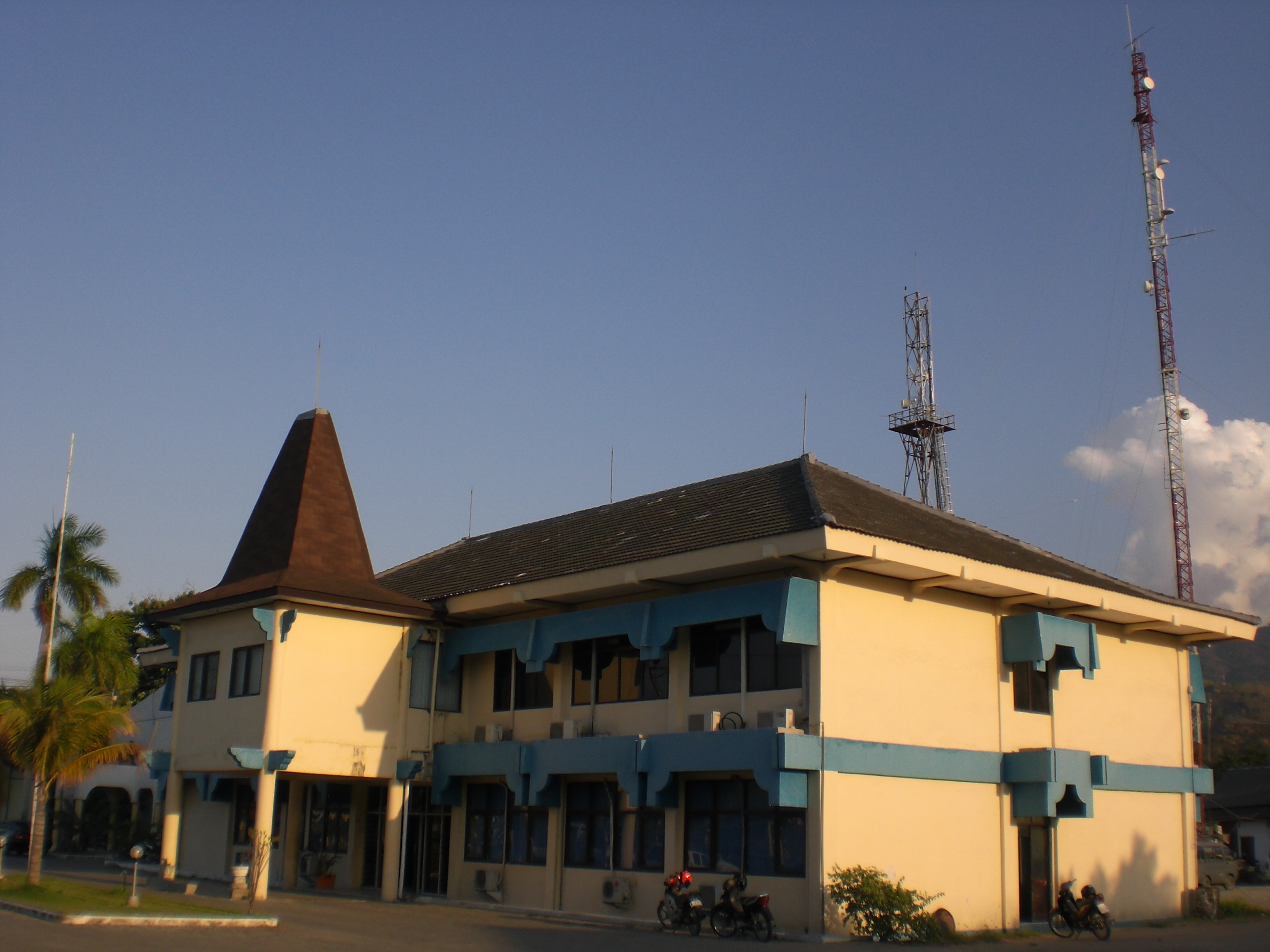
Sídlo radiové a televizní společnosti

Mnoho kultur na Východním Timoru pochází z několika vln austronéské a melanéské migrace, které vedly k vytvoření současného obyvatelstva, přičemž v každém malém království se vyvinula jedinečná identita a tradice. Portugalské úřady navázaly na tradiční struktury a včlenily portugalský vliv do stávajících politických a sociálních systémů. Přítomnost katolické církve vytvořila společný bod pro různé etnické skupiny, přestože úplná konverze zůstala omezená. Portugalský jazyk také poskytoval společné vazby, i když přímý portugalský vliv byl omezený. Pod indonéskou vládou odpor posílil kulturní vazby ke katolicismu a portugalštině. Současně se prostřednictvím škol a administrativy šířil indonéský kulturní vliv.
Zachovávání tradiční víry tváří v tvář indonéským pokusům o její potlačení se spojilo s vytvářením národní identity země. Tato národní identita začala vznikat až na samém konci portugalské nadvlády a dále se rozvíjela během indonéské vlády. Po získání nezávislosti se začala rozvíjet občanská identita. Ta se nejzřetelněji projevila v nadšení pro demokracii na národní úrovni, a v politice se projevila posunem od narativů odporu k narativům rozvoje. V hlavním městě se rozvinula kosmopolitnější kultura, zatímco venkovské oblasti si udržují silnější tradiční zvyky. Vnitřní migrace do městských oblastí, zejména do Dili, vytváří kulturní vazby mezi těmito oblastmi a venkovským zázemím. Obyvatelé městských oblastí se často nadále identifikují s určitou venkovskou oblastí, a to i ti, jejichž více generací se narodilo v Dili. 

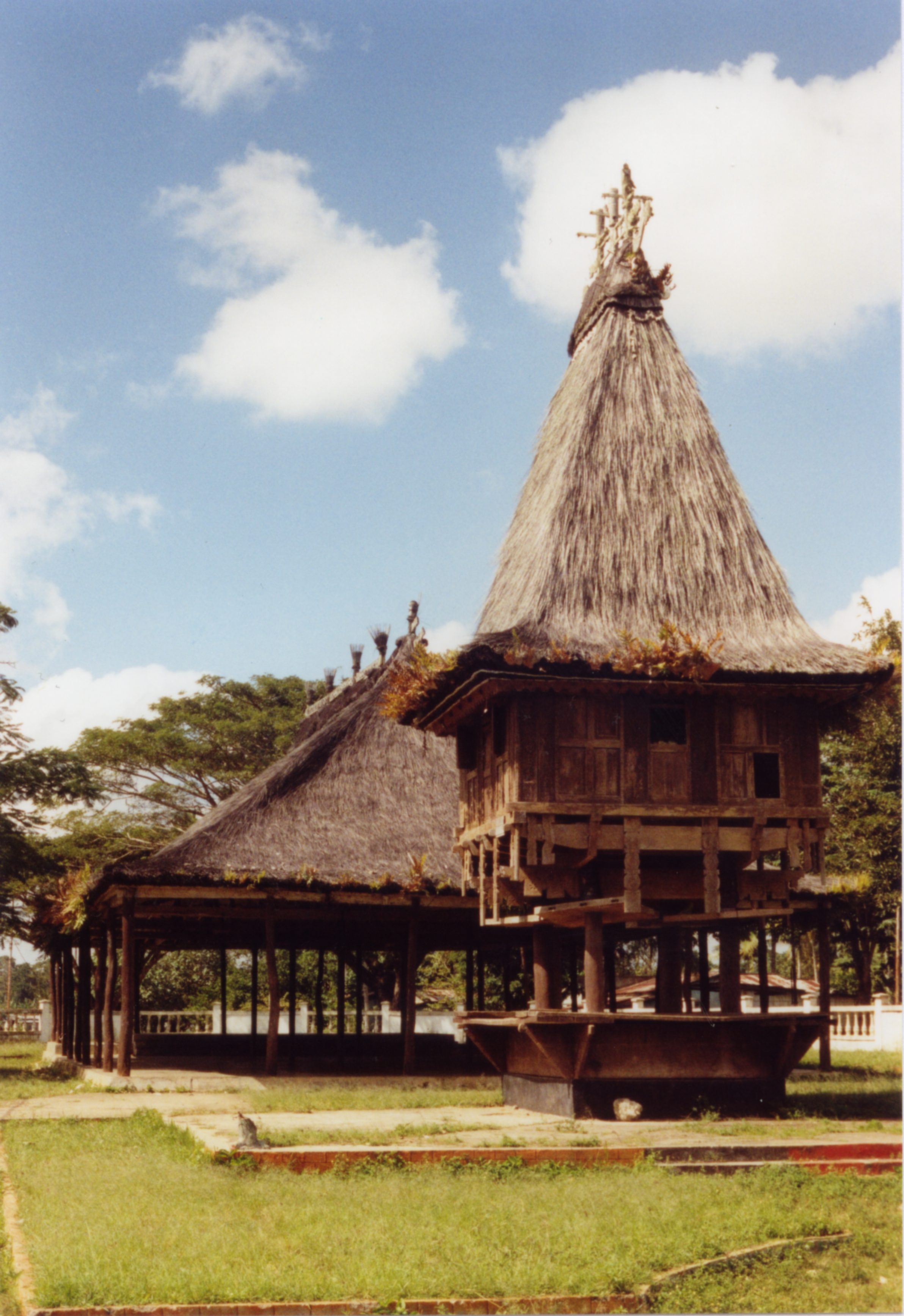
Posvátný dům (lee teinu) v Lospalos

Život komunity se soustřeďuje kolem posvátných domů (Uma Lulik), hmotných staveb, které slouží jako reprezentativní symbol a identifikátor každé komunity.  Dům jako koncept přesahuje fyzický objekt a zahrnuje i okolní komunitu. Příbuzenské systémy existují uvnitř domů i mezi nimi. Tradiční vůdci, kteří pocházejí z historicky významných rodin, si zachovávají klíčovou roli při výkonu spravedlnosti a řešení sporů metodami, které se v jednotlivých komunitách liší. Tito vůdci jsou často voleni do oficiálních vedoucích pozic, čímž se spojuje kulturní a historický status s moderním politickým statusem. Koncepce příslušnosti ke komunitnímu domu se rozšířila na národ, přičemž parlament slouží jako národní posvátný dům.
Noviny jsou soustředěny v Dili a vycházejí převážně v národním jazyce tetum. Televizní stanice jsou rovněž soustředěny v Dili, mimo město je k dispozici pouze jedna stanice se sídlem v Dili. Rozhlas je nejrozšířenější formou hromadných sdělovacích prostředků, a to z různých důvodů, jako je nízká gramotnost, cena novin v poměru k průměrnému příjmu a vysílání v regionálních jazycích. Svoboda tisku je různorodá. K roku 2023 užívalo internet  34 % obyvatel země.
Základní surovinou východotimorské kuchyně je rýže, dále se používá například kukuřice, luštěniny, tropické ovoce nebo různé druhy koření. Východotimorská kuchyně vychází z vlivů z kuchyně států jihovýchodní Asie a také z portugalské kuchyně (a částečně také z kuchyní dalších kolonií portugalské koloniální říše). Příklady východotimorských pokrmů: Akar, placky z drcené palmové kůry, které se připravují v obdobích hladu; Caril, východotimorská verze kari s kuřecím masem, jehož základem je také kokosové mléko a trocha chilli; Tapai, fermentovaná rýže, lehce sladkokyselá a s malým obsahem alkoholu; Bibinka, dezert z rýžové mouky a kokosu; Pastel de nata, portugalské koláčky plněné žloutkovým krémem; Feijoada, směs fazolí, masa a kousků klobásy; Batar daan, směs kukuřice, mungo fazolí a dýně.